# Gelderse Vervoer Maatschappij
Gelderse Vervoer Maatschappij (GVM), gevestigd te Doetinchem, is een voormalig Nederlands openbaarvervoerbedrijf in Gelderland, dat in 1993 is ontstaan uit de busmaatschappijen Gelderse Streekvervoer Maatschappij (GSM) en Gemeente Vervoerbedrijf Arnhem (GVA).
In 1992 gingen GSM en GVA al een samenwerking met elkaar aan, wat in 1993 leidde tot een fusie. De GVM reed voornamelijk in de Achterhoek en op de stadsdiensten van Arnhem en Deventer. Hierbij werd gebruikgemaakt van het materieel en de lijnen van de voorgangers. De huisstijlen van beide bedrijven bleven bij GVM nog wel gehandhaafd. 
In 1997 hield het bedrijf op met bestaan door een volgende fusie, namelijk met de Overijsselse busmaatschappij Twentsche Electrische Tramweg Maatschappij (TET), waaruit Oostnet ontstond. Ook dit heeft maar kort bestaan, want bij herverdeling van de Verenigd Streekvervoer Nederland (VSN-1)-bedrijven in 1999 werd Oostnet gesplitst. Het grootste deel werd onderdeel van het nieuwe bedrijf Connexxion. Het gedeelte verantwoordelijk voor het busvervoer in de Achterhoek ging verder als Syntus. Hierbij kan Syntus deels gezien worden als de opvolger van GVM.